# Stamariaara
× Stamariaara, (abreviado Stmra) en el comercio, es un híbrido intergenérico entre los géneros de orquídeas Ascocentrum × Phalaenopsis × Renanthera × Vanda. Fue publicado en Orchid Rev. 82(973) cppo: 9 (1974).